# Genie Engine
El Genie Engine és un motor de videojocs desenvolupat per Ensemble Studios i usat en molts videojocs populars, com Age of Empires i les seves expansions (no obstant això, no va ser usat en altres videojocs d'Ensemble Studios) i Star Wars: Galactic Battlegrounds, alguns els quals també es van desenvolupar per Mac OS. El Genie Engine són característiques de comandaments de tots els jocs, incloent-hi l'editor d'escenari, campanyes, connexió multijugador en LAN, TCP/IP i en sèrie, incloent-hi música de fons, entre d'altres. El motor s'usa per entapissar les parets, aquest és diferent a motors de jocs d'estratègia en temps real com ara el Warcraft.